# Stenochironomus semifumosus
Stenochironomus semifumosus är en tvåvingeart som först beskrevs av Edwards 1931.  Stenochironomus semifumosus ingår i släktet Stenochironomus och familjen fjädermyggor. Inga underarter finns listade i Catalogue of Life.